# ادا (اورگون)
ادا، اورگون (به انگلیسی: Ada, Oregon) در ایالات متحده آمریکا است که در اورگن واقع شده‌است.

## خصوصیات
ادا ۱۱٫۸۹ متر بالاتر از سطح دریا واقع شده‌است.